# Challenger de Ortisei 2022
El torneo Sparkassen ATP Challenger 2022 fue un torneo de tenis perteneció al ATP Challenger Tour 2022 en la categoría Challenger 80. Se trató de la 13ª edición; el torneo tuvo lugar en la ciudad de Ortisei (Italia), desde el 24 de octubre hasta el 30 de octubre de 2022 sobre pista dura bajo techo.

## Jugadores participantes del cuadro de individuales
| Favorito | País                       | Jugador          | Rank1 | Posición en el torneo |
| -------- | -------------------------- | ---------------- | ----- | --------------------- |
| 1        | Bandera de República Checa | Tomáš Macháč     | 112   | Cuartos de final      |
| 2        | Bandera de Chile           | Nicolás Jarry    | 118   | Primera ronda         |
| 3        | Bandera de Italia          | Luca Nardi       | 130   | Cuartos de final      |
| 4        | Bandera de Alemania        | Yannick Hanfmann | 155   | Segunda ronda         |
| 5        | Bandera de Italia          | Giulio Zeppieri  | 166   | Cuartos de final      |
| 6        | Bandera de Italia          | Flavio Cobolli   | 167   | Semifinales           |
| 7        | Bandera de Eslovaquia      | Lukáš Klein      | 170   | FINAL                 |
| 8        | Bandera de Hungría         | Fábián Marozsán  | 174   | Primera ronda         |

- 1 Se ha tomado en cuenta el ranking del 17 de octubre de 2022.

### Otros participantes
Los siguientes jugadores recibieron una invitación (wild card), por lo tanto ingresan directamente al cuadro principal (WC):
- Federico Arnaboldi
- Luca Nardi
- Stefano Travaglia

Los siguientes jugadores ingresan al cuadro principal tras disputar el cuadro clasificatorio (Q):
- Térence Atmane
- Alibek Kachmazov
- Evgeny Karlovskiy
- Sandro Kopp
- Petr Nouza
- Andrew Paulson

## Campeones

### Individual Masculino
- Borna Gojo derrotó en la final a  Lukáš Klein, 7–6(4), 6–3

### Dobles Masculino
- Denis Istomin /  Evgeny Karlovskiy derrotaron en la final a  Marco Bortolotti /  Sergio Martos Gornés, 6–3, 7–5